# Josué 11
Josué 11 es el sexto capítulo del Libro de Josué en la Biblia hebrea o en el Antiguo Testamento de la Biblia cristiana. Según la tradición judía, el libro se atribuyó a Josué, con añadidos de los sumos sacerdotes Eleazar y Fineas, pero los eruditos modernos la consideran parte de la Tradición deuteronómica, que abarca desde el libros del Deuteronomio hasta 2 Reyes, atribuida a escritores nacionalistas y devotos de Yahvé durante la época del rey reformador de Judea Josías en el siglo VII a. C.. Este capítulo se centra en la conquista de la tierra de Canaán por los israelitas bajo el liderazgo de Josué, parte de una sección que comprende Josué 5:13-12:24 sobre la conquista de Canaán.

## Texto
Este capítulo fue escrito originalmente en Lengua hebrea. Se divide en 23 Versículos.

### Testigos textuales
Algunos manuscritos antiguos que contienen el texto de este capítulo en hebreo pertenecen a la tradición del Texto Masorético, que incluye el Códice de El Cairo (895), el Códice de Alepo (siglo X) y el  Códice Leningradoensis (1008).
Los manuscritos antiguos existentes de una traducción al griego koiné conocida como Septuaginta (originalmente se hizo en los últimos siglos a. C.) incluyen el Codex Vaticanus ('B; {\displaystyle {\mathfrak {G}}}B; siglo IV) y Codex Alexandrinus (A; {\displaystyle {\mathfrak {G}}}A; siglo V). 

## Análisis
La narración de la conquista de la tierra de Canaán por los israelitas comprende los Versículos 5:13 a 12:24 del Libro de Josué y tiene el siguiente esquema:
A. Jericó (5:13-6:27)
B. Acán y Ai (7:1-8:29)
C. Renovación en el monte Ebal (8:30-35)
D. El engaño de los gabaonitas (9:1-27)
E. La Campaña en el Sur (10:1-43)
F. La Campaña en el Norte y Lista Resumida de Reyes (11:1-12:24)
1. Victoria sobre la Alianza del Norte (11:1-15)
a. La Alianza del Norte (11:1-5)
b. La seguridad divina (11:6)
c. Victoria en Merom (11:7-9)
d. Destrucción de Hazor (11:10-11)
e. Resumen de la obediencia y la victoria (11:12-15)
2. Resúmenes de la Toma de la Tierra (11:16-12:24)
a. La toma de la tierra (11:16-20)
b. Exterminio de los Anakim (11:21-22)
c. Eje narrativo: Toma y reparto (11:23)
d. Captura de tierras y reyes (12:1-24)
i. Al este del Jordán (12:1-6)
ii. Al oeste del Jordán (12:7-24)

## Victoria sobre la Alianza del Norte (11:1-15)
La narración de la conquista del norte comienza con la fórmula familiar,'cuando x oyó'-aquí Jabín, rey de Hazor, que luego formó una alianza con los reyes de la zona para prepararse para la batalla contra los israelitas. No se detalla ningún plan militar o estratégico específico de una marcha hacia el norte por parte de Josué e Israel, excepto por una imagen de un ataque sorpresa al campamento de la alianza en Merom (Versículo 7). El cumplimiento de la orden de YHWH (a Moisés, y luego de Moisés a Josué) es el elemento más importante de la narración del éxito de Josué (versículos 6, 9, 15), que también incluye la inmovilización de los caballos cananeos y el incendio de sus carros (versículo 9). La conquista siguiente se extiende hasta el Mediterráneo, muy al norte, en Sidón (hasta «el Líbano y... hasta el Mar Occidental» en el Deuteronomio), y luego gira hacia el sudeste, sobre el lago Huleh (ahora una llanura fértil), hacia Hazor, que es quemada tras la ejecución del herem («prohibición»; versículos 10-15), mientras que otras ciudades también son destruidas, pero no quemadas.

### Versículos 1-3
1Y aconteció que cuando Jabín rey de Hazor oyó estas cosas, envió a Jobab rey de Madón, al rey de Simrón, al rey de Acsaf, 2y a los reyes que estaban del norte, en las montañas, en la llanura al sur de Chinnerot, en la llanura, y en las alturas de Dor al oeste, 3 a los cananeos en el este y en el oeste, al amorreo, al hitita, al ferezeo, al jebuseo en las montañas, y al heveo debajo de Hermón en la tierra de Mizpa. 
- «Jabín»: este nombre se asocia con una derrota posterior de la misma ciudad de Hazor en Jueces 4-Jueces 5, lo que puede indicar un apelativo dinástico.[12]
- «Hazor» era la ciudad más grande en la época de la conquista de Josué, con hasta 40.000 habitantes (estimados a partir de excavaciones), quizá diez veces mayor que Jerusalén, según la información de documentos antiguos extrabíblicos como las cartas de Amarna. Las exploraciones arqueológicas revelan que esta ciudad fue incendiada en el siglo XIII a. C. -como se recoge en Jueces 4-Jueces 5, 5, lo que implica cierta recuperación de la fortuna de la ciudad en el periodo posterior a Josué- para no ser reconstruida de nuevo como ciudad fortificada hasta la época de Salomón (1 Reyes 9:15).[12].

### Versículo 15
15-Lo que el Señor había mandado a su siervo Moisés, Moisés lo mandó a Josué y Josué lo hizo: no dejó de hacer nada de lo que el Señor había mandado a Moisés.

#### Comentarios al versículo 15
El relato final de la toma de la tierra prometida destaca la fidelidad de Josué en cumplir la misión divina que Moisés había iniciado. La obra de Dios avanza a través de la lealtad de los hombres en recibir, realizar y transmitir íntegramente lo que han recibido de Él, garantizando su continuidad para las generaciones futuras. Este principio está en sintonía con la Tradición Apostólica, tal como enseña San Pablo: «Yo recibí del Señor lo que también os transmití» (1 Co 11,23; cf. 15,3), y representa una responsabilidad permanente para todos los cristianos.

#### Comentario de los versículos 1-15
La narración de la conquista de la región septentrional de Canaán sigue el mismo esquema que las conquistas de las zonas central y meridional. La motivación principal para la batalla surge de la coalición formada por los reyes de la región contra Israel. El relato subraya que el Señor otorga tranquilidad y confianza a su pueblo, asegurándoles la victoria, la cual finalmente se lleva a cabo.

## Resumen de la toma de la tierra (11:16-23)

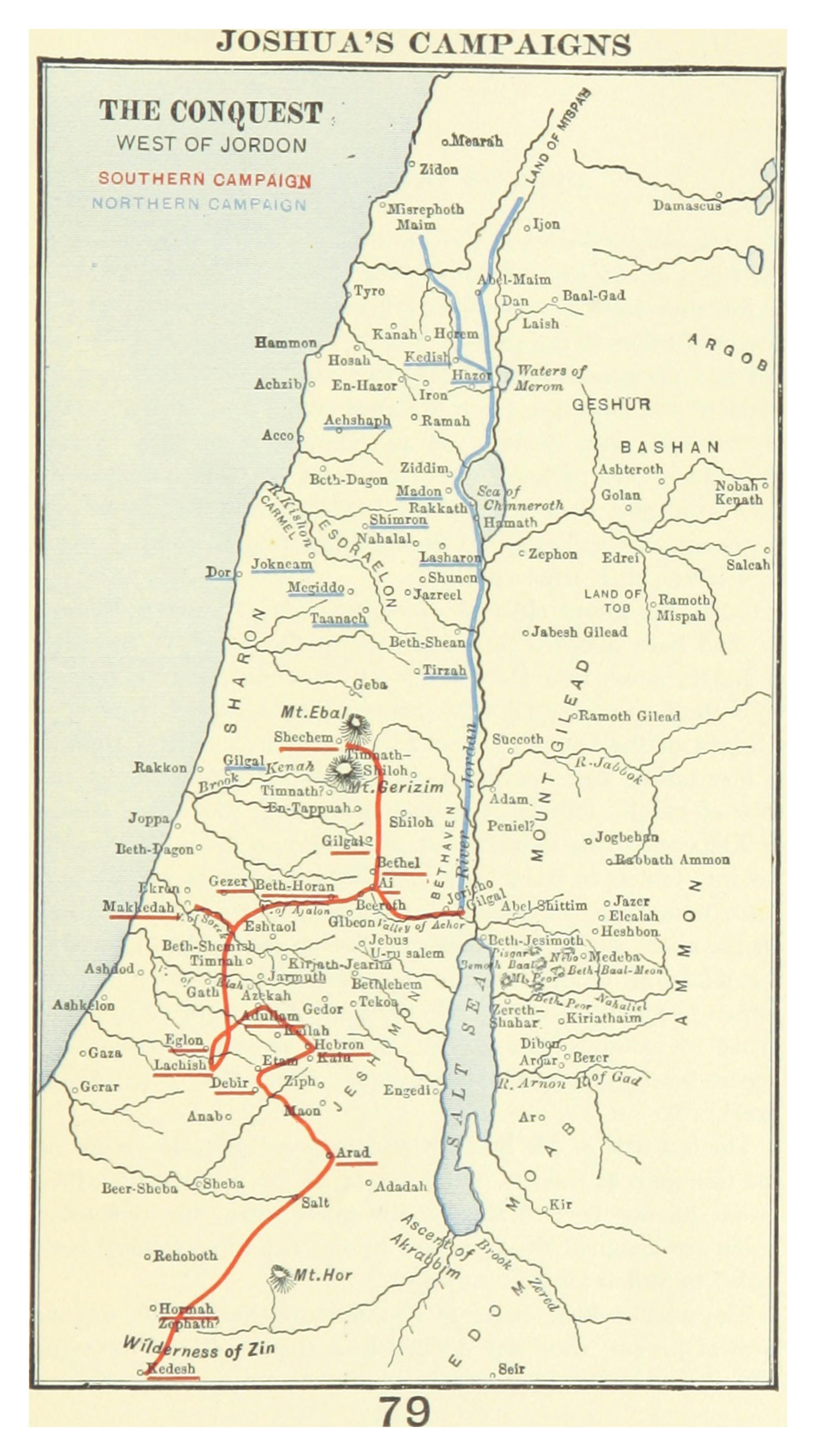
Mapa de la conquista de Josué en Canaán; la línea azul sigue las batallas en las regiones del norte. 1899. Biblioteca Británica HMNTS 010077.f.24.

Versículos 16-20 resumen el área de la tierra ahora bajo el control de Israel, de sur a norte - el monte Halak en la frontera de Edom (Seir) en el extremo sureste; Baal-gad cerca del monte Hermón en el extremo norte. La victoria sobre los reyes de la tierra se enfatiza con una repetición (Versículos 17-18), con la excepción de Gabaón (una mancha en el registro), subrayada por el razonamiento: Dios 'endureció sus corazones' contra Israel (cf. Faraón contra Moisés en Éxodo 7:13; véase Josué 10:20), para que fueran totalmente destruidos (refiriéndose al herem o la «prohibición»). Los Anakim (versículos 21-23) habían inspirado temor en Israel, cuando los espías inspeccionaron la tierra por primera vez (Números 13:28; Deuteronomio 1:28), pero el informe de la victoria aquí eliminó el temor equivocado, y es testigo del cumplimiento de la promesa de Deuteronomio 9:1-3. La frase 'la tierra descansó de la guerra' recuerda Deuteronomio 12:10, que anticipa la vida de Israel en la tierra después de que se ganen todas las guerras y se reparta la tierra entre todas las tribus.

### Versículo 23
Tomó, pues, Josué toda la tierra, conforme a todo lo que Jehová había dicho a Moisés; y la dio Josué por heredad a Israel, conforme a sus repartimientos por sus tribus. Y reposó la tierra de la guerra.
Este Versículo resume las actividades registradas en el libro hasta ahora. La nota de que la tierra fue dividida para las tribus de Israel y que la tierra descansó fueron acontecimientos pasados para el narrador, pero siguen siendo futuros en la narración.
- «Toda la tierra» se refiere al 'territorio al oeste del río Jordán' que fue conquistado bajo el liderazgo de Josué, porque la zona al este del Jordán fue tomada bajo el liderazgo de Moisés.[20]

#### Comentario a los versículos 11-23
Con la conquista de la región septentrional, se completa la ocupación de la tierra de Canaán. El relato ofrece una recapitulación del territorio conquistado, reafirmando que Dios ha cumplido sus promesas. Desde ese momento, «el país descansó de la guerra». Ahora, quedaba en manos de los israelitas cumplir su parte en la Alianza con el Señor, respondiendo con fidelidad a lo que Dios había realizado por ellos.